# IC 335
IC 335 est une galaxie lenticulaire vue par la tranche et située dans la constellation du Fourneau. Sa vitesse par rapport au fond diffus cosmologique est de 1 520 ± 9 km/s, ce qui correspond à une distance de Hubble de 22,4 ± 1,6 Mpc (∼73,1 millions d'al). IC 335 a été découverte par l'astronome américain Lewis Swift en 1887. Swift a observé cette même galaxie en 1897 et cette observation a été ajoutée au catalogue IC sous la cote IC 1963.
À ce jour, huit mesures non basées sur le décalage vers le rouge (redshift) donnent une distance de 18,833 ± 4,473 Mpc (∼61,4 millions d'al), ce qui est à l'intérieur des valeurs de la distance de Hubble.

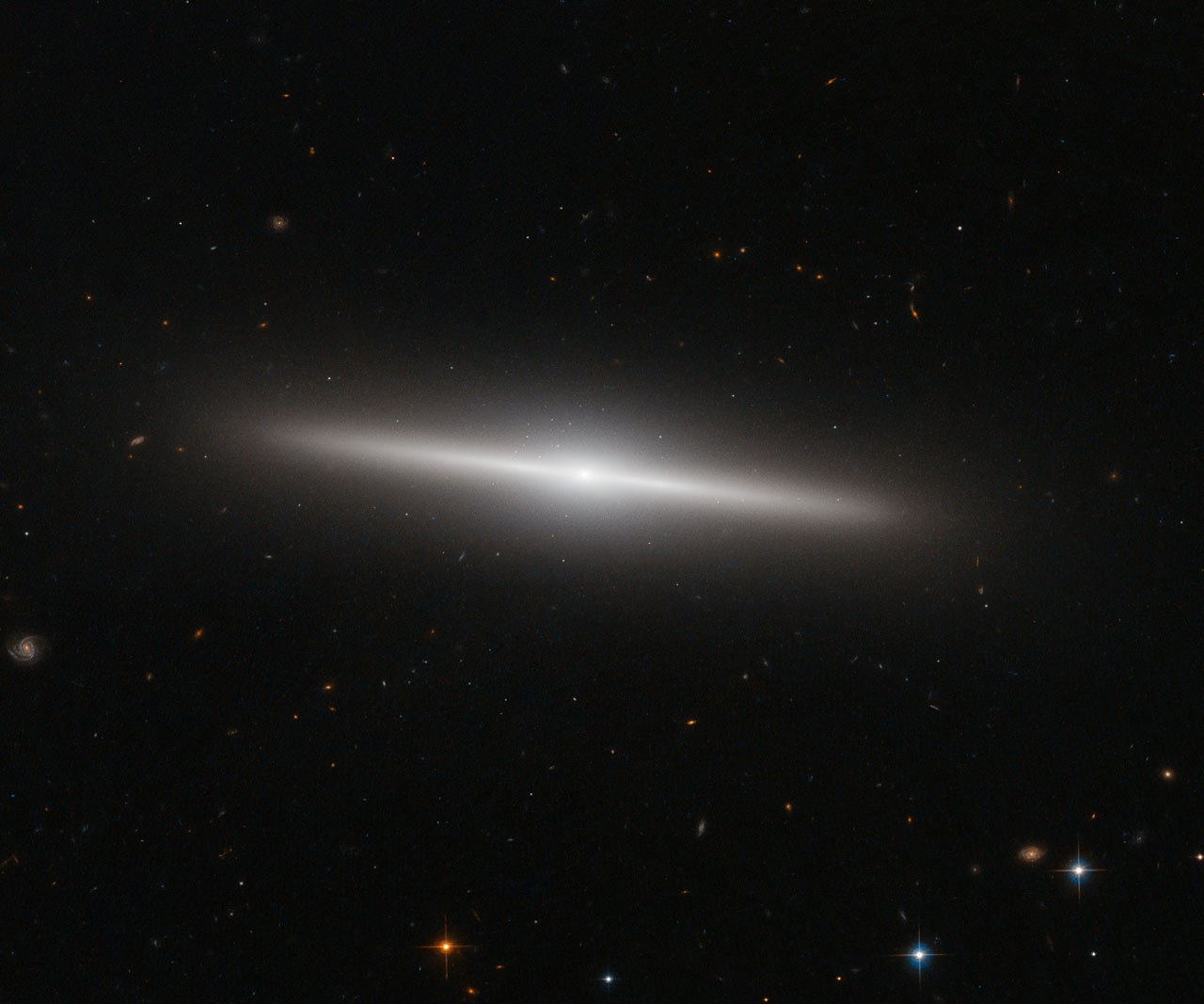
IC 335 par le télescope spatial Hubble.

## Groupe de NGC 1316
IC 335 fait partie du groupe de NGC 1316. Ce groupe est aussi membre de l'amas du Fourneau, et il comprend au moins 20 galaxies, dont les galaxies IC 335, NGC 1310, NGC 1316, NGC 1317, NGC 1341, NGC 1350, NGC 1365, NGC 1380, NGC 1381, NGC 1382 et NGC 1404.